# Asma Chaabi
Asma Chaabi (sinh năm 1962 tại Kenitra, Maroc) là một chính trị gia Maroc. Là thành viên của Đảng Tiến bộ và Chủ nghĩa xã hội, bà là người phụ nữ đầu tiên từng được bầu làm thị trưởng ở Maroc trong lịch sử. Cô là thị trưởng của thành phố Essaouira từ năm 2003.
Cô là con gái của doanh nhân Miloud Chaabi, chủ tịch của Ynna Holding. Cô tốt nghiệp Đại học Westminster ở London năm 1985.